# Jürgen Höller

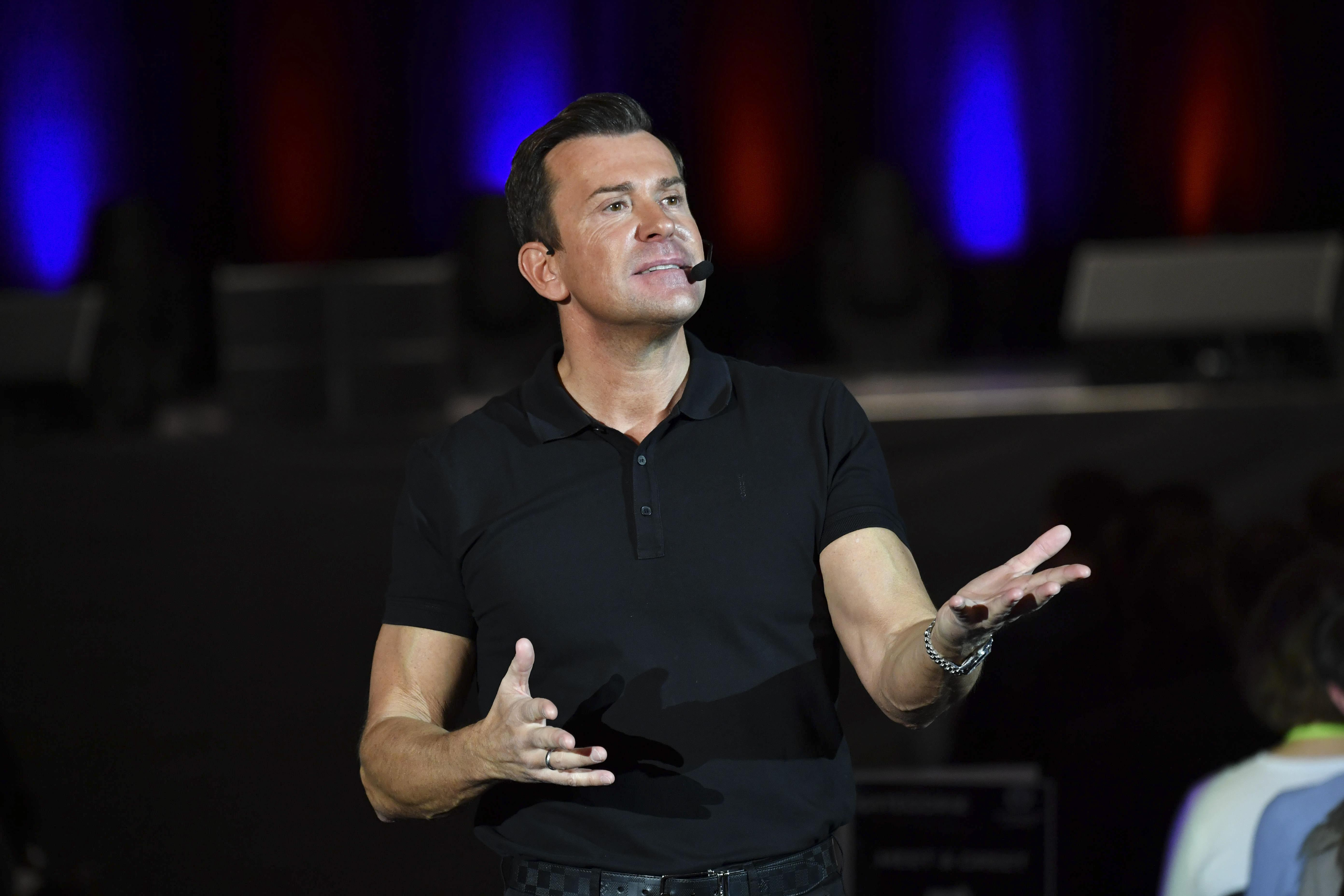
Jürgen Höller (2018)

Jürgen Höller (* 19. Oktober 1963 in Schweinfurt) ist ein deutscher Motivationstrainer, Autor und Unternehmer.

## Leben

### Frühe Jahre als Unternehmer
Höller gründete nach einer Ausbildung zum Speditionskaufmann mit 19 Jahren ein Fitnessstudio. Drei Jahre später stand er mit diesem Unternehmen kurz vor der Pleite und wandte sich Coaching-Literatur und Seminaren zu. 1987 gründete er gemeinsam mit zwei Partnern das Fitnessstudio Fit & Fun in Schweinfurt. Nachdem er begann, andere Unternehmer im Fitnessbereich zu beraten, gründete er 1989 die Inline-Unternehmensberatung für Fitness- und Freizeitanlagen.

### Karriere als Coach und Autor
Höller verkaufte schließlich sein Beratungsunternehmen und wandte sich als Mental- und Motivations-Trainer dem Coaching zu. 1996 veranstaltete er seinen ersten Motivationstag mit rund 200 Teilnehmern, vier Jahre später kamen zu jeder Veranstaltung rund 10.000 Personen.
In den Jahren 1998 und 2000 veröffentlichte Höller die Bücher Sprenge Deine Grenzen und Sag ja zum Erfolg!, die sich als Bestseller verkauften. Ein neues Arbeitsgebiet wurden Seminare für Sportler und Trainer, wie 1998 für verschiedene Trainer des damaligen DSB (Deutscher Sportbund) oder die deutsche Olympiamannschaft. 1999/2000 war Höller der erste Mentaltrainer in der Bundesliga und coachte das Team von Bayer 04 Leverkusen unter der Leitung von Fußballtrainer Christoph Daum. Der ehemalige österreichische Skispringer Andreas Goldberger schreibt seinen 2000 aufgestellten Weitsprung-Weltrekord den Coachings von Höller zu.

### Insolvenz und Haft
Jürgen Höller wollte mit der von ihm gegründeten Weiterbildungsfirma Inline AG an den Neuen Markt und mit den erhofften Börsengeldern zum „weltweit größten Konzern im Bereich Weiterbildung“ werden. Bereits 1999 bat er seine Unterstützer um Investitionen in das Unternehmen. Die Risikokapitalgeber TFG Venture Capital und S-Refit investierten 2000 in die Inline AG, um den Börsengang voranzutreiben. Diesen verschob Höller 2001 immer wieder nach hinten, bis schließlich bekannt wurde, dass sein Unternehmen in finanziellen Schwierigkeiten und ohne weitere Finanzierung von außen nicht überlebensfähig war. Deshalb forderte er seine privaten Investoren im Oktober 2001 auf, von ihrem bis zum Börsengang bestehenden Kündigungsrecht keinen Gebrauch zu machen, da andernfalls kein neues Kapital in das Unternehmen fließen könne.
Im Dezember durchsuchte die Kriminalpolizei Schweinfurt die Büros von Höller und Inline, da die Staatsanwaltschaft Würzburg ein Ermittlungsverfahren wegen Insolvenzverschleppung und Betrugs eingeleitet hatte. Inline meldete am 21. Dezember 2001 Insolvenz an. 2002 wurde Höller unter dem hinzugekommenen Verdacht der Untreue verhaftet und am 8. April 2003 vom Landgericht Würzburg wegen falscher eidesstattlicher Versicherung, Untreue, vorsätzlichen Bankrotts und versuchter Steuerhinterziehung zu drei Jahren Haft verurteilt. Wegen guter Führung kam er nach teilweiser Verbüßung der Haftstrafe im Mai 2004 auf Bewährung frei.

### Rückkehr als Coach, Redner und Unternehmer
Wenige Wochen nach der Haftentlassung stand Höller wieder auf der Bühne und bot sein neues Seminarprogramm Lifing - Die Kunst zu Leben an. Er arbeitete zunächst als Redner für die Firma Life Learning, der seine Frau Kerstin vorstand. Nachdem ein Insolvenzplan zunächst gescheitert war, erließen ihm seine Gläubiger 2007 die restlichen Schulden.
Am 1. Januar 2013 gründete Höller in Schweinfurt die Jürgen Höller Academy, deren Geschäftsführer er ist. Neben einigen größeren Kongressen tritt er seitdem nur noch im Auftrag der Jürgen Höller Academy auf. Hauptsächlich berät er hierbei klein- und mittelständische Unternehmen und bietet verschiedene Seminare an.
Höller beriet in seiner Laufbahn Unternehmen wie unter anderem die Deutsche Telekom, McDonald’s, IBM, Lancaster, RWE oder Redken.
Mit seiner Frau Kerstin Höller hat er zwei Söhne, Alexander Höller und Maximilian Höller. Alexander ist Bildender Künstler, Maximilian Musiker.

## Seminarinhalte
Die Seminarinhalte von Höller setzen sich aus den Themen Persönlichkeitsentwicklung, persönliche Weiterbildung, Mentaltraining, Rhetorik, Positionierung, Finanzen, Unternehmertum, Motivation und persönlichen Erfolgstechniken zusammen. Höller vertritt die Ansicht, dass die Teilnehmer grundsätzlich fast alles in ihrem Leben erreichen können, wenn sie daran glauben, in die Umsetzung kommen und über das richtige Fach- und Persönlichkeitswissen verfügen. Hierbei wendet er verschiedene Techniken an, die das grundlegende Unterbewusstsein positiv beeinflussen sollen, wie z. B. positives Denken, NLP, Hypnose, Mentaltraining und Autosuggestion.
Höller lässt Teilnehmer seiner Seminare über heiße Kohlen oder spitze Glasscherben laufen. Ein weiteres Stilmittel, für das er bekannt wurde, sind Energy Breaks („Energiepausen“), in denen Bewegungsübungen und Tanzen eingebaut werden. Ein weiteres Element, das Höller regelmäßig in seinen Seminaren verwendete, war das Verbiegen einer Eisenstange, die zwischen den Kehlen zweier Teilnehmer positioniert wurde.

## Soziales Engagement
2013 gründete Jürgen Höller mit seiner Frau eine Stiftung mit Sitz in Schweinfurt, deren Spendeneinnahmen Schulprojekten in Entwicklungsländern zugutekommen. Die Stiftung hat sich als Ziel gesetzt, Bildung zu ermöglichen und zu unterstützen. Bis ins Jahr 2023 wurden 29 Schulbau-Projekte in Afrika gemeinsam mit der Welthungerhilfe realisiert und gefördert.

## Verfilmungen
Die Filmemacherin Doris Metz veröffentlichte 2002 ihren Film Ich werde reich und glücklich über Jürgen Höller.
Auf den 51. Internationalen Hofer Filmtagen 2017 hatte der 75-minütige Dokumentarfilm Der Motivationstrainer Premiere. Eineinhalb Jahre lang begleiteten die Filmemacher Martin Rieck und Julian Amershi Jürgen Höller und dessen Co-Trainer Mike Dierssen durch ihre „Power-Days“. Der Film wurde am 4. September 2018 in Das Erste erstausgestrahlt.

## Veröffentlichungen (Auswahl)

### Bücher
- Denken - Handeln - Wohlstand. Jürgen Höller Academy KG, Schweinfurt 2019, ISBN 978-3-95838-144-5.
- Vitamine für die Seele. Jürgen Höller Academy KG, Schweinfurt 2011, ISBN 978-3-95838-134-6.
- Ja!: Wie Sie Ihre Ängste, Probleme und Krisen meistern. Wiley-VCH, Weinheim 2009, ISBN 978-3-527-50463-3.
- Wir schaffen es, Bello!: so motivieren Sie Ihren Hund und sich selbst, mit Edith A. Kirchberger. Kosmos-Verlag, Stuttgart 2004, ISBN 978-3-440-09862-2.
- Und immer wieder aufstehen. Wie ich die größte Krise meines Lebens bewältigte. Pendo Verlag, Zürich 2003, ISBN 3-86612-018-4.
- Power-Networking: Mit Networking-Marketing an die Spitze. Network Press, 2001, ISBN 978-3958380233.
- Sag ja zum Erfolg!: der Weg zu Reichtum und persönlicher Freiheit. Econ Verlag, München 2000, ISBN 978-3-430-14817-7.
- Sprenge Deine Grenzen: Mit Motivationstraining zum Erfolg. Econ Verlag, Düsseldorf 1998, ISBN 978-3-430-14815-3.
- Mit System zum Erfolg: 11 neue Strategien für Manager. Econ Verlag, Düsseldorf 1996, ISBN 978-3-430-14769-9.
- Alles ist möglich. Strategien zum Erfolg. Econ Verlag, Düsseldorf 1995, ISBN 978-3-430-14761-3.
- Sicher zum Spitzenerfolg: Strategien und Praxis-Tips. Econ Verlag, 1994, ISBN 978-3-430-18371-0.

### Audio- und Video-Formate
- Der Reichtum liegt im Glauben, Jürgen Höller Academy KG, Schweinfurt 2017, 1 CD, ISBN 978-3-95838-100-1.
- Erfolgreich in Schule und Freizeit, Jürgen Höller Academy KG, Schweinfurt 2017, 1 CD, ISBN 978-3-95838-092-9.
- Für immer Nichtraucher!: Mental CD, Jürgen Höller Academy KG, Schweinfurt 2017, 1 CD, ISBN 978-3-95838-099-8.
- Ich liebe mich!: Mental CD, Jürgen Höller Academy KG, Schweinfurt 2017, 1 CD, ISBN 978-3-95838-098-1.
- Optimistisch und positiv denken. Jürgen Höller Academy KG, Schweinfurt 2017, 1 CD, ISBN 978-3-95838-091-2.
- Verkaufserfolge steigern: Mental CD. Jürgen Höller Academy KG, Schweinfurt 2017, 1 CD, ISBN 978-3-95838-094-3.
- Wunsch- und Wohlfühlgewicht: Mental CD. Jürgen Höller Academy KG, Schweinfurt 2017, 1 CD, ISBN 978-3-95838-097-4.
- Alles ist möglich: Strategien zum Erfolg. Rusch, Kreuzlingen 2000, 4 Kassetten, ISBN 978-3-907595-21-3.
- Du schaffst es!. Gabal Verlag, Offenbach 2000, 2 VHS-Kassetten.
- Sicher zum Spitzenerfolg: Strategien und Praxis-Tips. Rusch, Kreuzlingen 2000, 4 Kassetten, ISBN 978-3-907595-33-6.
- Motivation zum Erfolg. Bornhorst Verlag, Schriesheim 1998, 1 CD, ISBN 978-3-933069-26-9.

## Auszeichnungen
- 1999: Platz 404 der "500 wichtigsten Deutschen" der Bunten[15]
- 1991: Unternehmer des Jahres[37]